# Алуминијумска легура
Алуминијумска легура је легура у којој је алуминијум  преовлађујући метал. Типични елементи за легирање су и бакар, магнезијум, манган, силицијум, калај и цинк.
Алуминијумске легуре се широко користе у инжењерским структурама и компонентама где је потребна лакоћа или отпорност на корозију.